# Sun-Hwa Kwon
Sun-Hwa Kwon (nacida Paik) (En coreano: 백선화), más conocida como "Sun", es un personaje de ficción de la serie de televisión Lost, interpretada por Yunjin Kim.

## Biografía del personaje
Sun asistió a la Universidad Nacional de Seúl, con doble título en Historia del Arte, pero para desagrado de su madre, no regresa con un marido. Un candidato potencial, Jae Lee, parece sincero pero ya tiene un compromiso con una estadounidense. Poco tiempo después de saber de él, se topa accidentalmente con Jin-Soo Kwon, su futuro marido.
Su matrimonio comienza con grandes promesas, mientras Jin se encarga de convencer a su adinerado padre, el Sr. Paik, de sus intenciones. Desconocido para Sun, sin embargo, su padre ha puesto una carga importante sobre Jin al exigir que venga a trabajar con él. Con el tiempo, Jin se vuelve distante y abusivo, y Sun, buscando escapar de su fracasado matrimonio, comienza a tomar clases de inglés (español) en secreto con Jae, quien ha regresado de Estados Unidos después que terminara su relación. Aunque pareció al principio que eran meramente amigos, pronto se corre la voz de que tuvo un affair con él. Es descubierta por su padre cuando entra y sorprende a Sun y Jae juntos en la cama.
El matrimonio de Sun con Jin se vuelve tirante debido a su problema de concebir un hijo. Cuando Sun y Jin van a un doctor, le explica a Sun que tiene exceso de cicatrices de tejido que bloquean sus trompas de Falopio, haciéndola incapaz de quedar embarazada, ni siquiera con cirugía. Esto deja furioso a Jin, creyendo que Sun sabía sobre su condición durante mucho tiempo. Más tarde, no obstante, el doctor revisa a Sun y le explica que Sun está en perfectas condiciones; es Jin quien es estéril. Él tenía miedo de contarles esto originalmente porque Jin es un ejecutor para el padre de Sun y el podría haber reaccionado de manera violenta.
Jae muere más tarde, aparentemente se suicidó tras ser golpeado por Jin, que fue ordenado por el padre de Sun para matarlo por haberse acostado con su hija (aunque no le cuenta esto a Jin, diciendo solamente que Jae lo había deshonrado). El "suicidio" se debe aparentemente a la vergüenza de Jae por dormir con una mujer casada y porque no podía tener a Sun. Afortunadamente para ella, su padre decide que nunca le cuente a Jin acerca del affair, para que no esté en su lugar.
Finalmente, con la ayuda de una amiga, a Sun se le da la oportunidad de escapar de su esposo mientras está en el aeropuerto de Sídney. Un simple momento de ternura de parte de Jin mientras esperaba en la fila del check-in le recuerda su amor por él y decide no dejarlo en el último minuto.
Sun muere junto a Jin al estar atrapada en el submarino con el que se escaparían. Sus muertes son sin duda alguna las más tristes y románticas de Lost.

## Después de la isla
Sun logra salir de la isla, al igual que Jack, Kate, Hugo, Sayid y Aaron (hijo de Claire), formando parte de "Los seis de Oceanic" (The Oceanic Six).
El capítulo "Ji Yeon" muestra a Sun el día de su parto, llamando a Jin todo el tiempo, pero al final, cuando Hugo va a conocer a la bebé (Ji Yeon), se descubre que Jin está muerto y Hugo y Sun van a visitar su tumba, que tiene como fecha de muerte el día del accidente del Oceanic 815.
Después de tres años de haber dejado la isla Sun trastornada con su esposo tiene una misión matar a Ben Linus, en el capítulo 5 de temporada 5, Ben, confiesa a Sun que su esposo está vivo y que ella tiene que regresar a la isla sino podría morir, como prueba le dio la sortija de bodas.

## Conexión con otros personajes
- Jae Lee: Era su "cita a ciegas", planeada por los padres. Más tarde se prestó para ser su "profesor" de inglés y luego en su amante.
- Sr. Paik: Es su padre.
- Jin: Es su marido.
- Bpo bpo: Perrito que le regaló Jin.
- Dr. Je-Guy Kim: Médico que trato su "problema" de fertilidad.

- Datos: Q51331